# Matreya Fedor
Matreya Natasha Fedor (11 de marzo de 1997) es una actriz  canadiense, conocida por su papel de Echo Zizzleswift en la serie de televisión Sr. Young y en The Troop.

## Vida y carrera
Matreya Fedor nació el 11 de marzo de 1997 en Vancouver, Columbia Británica, Canadá.  Desde 2006, ella ha participado en algunos cortometrajes y tuvo apariciones especiales en algunas series de televisión. En el año 2008 obtuvo un papel menor en la película Chaos Theory como Jesse Allen una pequeña niña de 7 años. También tuvo un papel recurrente en la serie de Nickelodeon The Troop.
Desde 2011 hasta 2012, Matreya formó parte del reparto en la comedia Sr. Young junto a su compañero de reparto Brendan Meyer. Ella también tuvo una aparición en un comercial de Carnival Cruise Lines y en el video oficial de Never too Late de Three Days Grace.

## Filmografía

### Televisión
| Año       | Título       | Papel                 | Notas                                               |
| --------- | ------------ | --------------------- | --------------------------------------------------- |
| 2007      | Supernatural | Taylor/Tyler Thompson | Serie de televisión (2 episodios)                   |
| 2007      | Eureka       | Tina                  | Serie de televisión (1 episodio: "Duck Duck Goose") |
| 2009-2010 | The Troop    | Phoebe Collins        | Papel recurrente (6 episodios)                      |
| 2011-2012 | Mr. Young    | Echo Zizzleswift      | Papel principal (76 episodios)                      |

### Películas
| Año  | Título                     | Papel                    | Notas                  |
| ---- | -------------------------- | ------------------------ | ---------------------- |
| 2006 | Slither                    | Emily Strutemyer         |                        |
| 2006 | In Her Mother's Footsteps  | Emma Nolan               |                        |
| 2006 | Trapped Ashes              | Joven Nathalie           |                        |
| 2007 | Mrs. Wetherby's Treasure   | Jodi                     | Video corto            |
| 2007 | Sunshine Girl              | Sunshine Girl            | Película de televisión |
| 2007 | Love Notes                 | Willa Ortor              | Película de televisión |
| 2007 | No Bikini                  | Robin                    | Cortometraje           |
| 2008 | Chaos Theory               | Jesse Allen (7 años)     |                        |
| 2009 | The Break-Up               | Artist Britney (10 años) |                        |
| 2009 | Memory Lanes               | Emma Morris              | Película de televisión |
| 2009 | Daysleeper                 | Elisha                   | Cortometraje           |
| 2012 | Omg                        | Kaylee Watt              | Cortometraje           |
| 2015 | My Mother's Future Husband | Headly (15 años)         | Película de Televisión |